# Liste von Persönlichkeiten der Stadt Oleśnica
Die folgende Liste enthält Personen, die in der deutschen Stadt (bis 1945) Oels und die in der polnischen Stadt (ab 1945) Oleśnica geboren wurden, sowie solche, die zeitweise dort gelebt und gewirkt haben. Die Liste erhebt keinen Anspruch auf Vollständigkeit.

## In Oels geborene Persönlichkeiten

### Bis 1800
- Konrad von Oels (1384–1447), Herzog von Oels und Bernstadt, Fürstbischof von Breslau und erster Oberlandeshauptmann von Schlesien
- Joachim von Münsterberg (1503–1562), Herzog von Münsterberg und Herzog von Oels
- Hedwig von Münsterberg-Oels (1508–1531), Herzogin von Münsterberg und Oels sowie Gräfin von Glatz und Markgräfin von Brandenburg-Ansbach
- Johann von Münsterberg (1509–1565), Herzog von Münsterberg, Herzog von Oels und Herzog von Bernstadt
- Georg II. von Münsterberg (1512–1553), Herzog von Münsterberg und Herzog von Oels
- Heinrich III. von Münsterberg-Oels (1542–1587), Herzog von Münsterberg und Herzog von Bernstadt
- Karl II. von Münsterberg (1545–1617), Herzog von Oels und Herzog von Bernstadt
- Karl Christoph von Münsterberg (1545–1569), Herzog von Münsterberg
- Heinrich Wenzel von Oels und Bernstadt (1592–1639), Herzog von Bernstadt
- Abraham von Franckenberg (1593–1652), schlesischer Mystiker
- Karl Friedrich I. von Oels (1593–1647), Herzog von Oels und Herzog von Bernstadt
- Elisabeth Marie von Münsterberg-Oels (1625–1686), Herzogin von Oels
- Karl Ortlob (1628–1678), evangelischer Geistlicher und Kirchenlieddichter
- Gottfried Ferdinand von Buckisch und Löwenfels (1641–1699), Rechtswissenschaftler und Historiker
- Gottfried Wegner (1644–1709), lutherischer Theologe
- Sylvius II. Friedrich von Württemberg-Oels (1651–1697), Herzog von Württemberg-Oels
- Christian Ulrich I. von Württemberg-Oels (1652–1704), Herzog von Württemberg-Oels
- Julius Siegmund von Württemberg-Juliusburg (1653–1684), Herzog von Württemberg-Juliusburg
- Johann Friedrich Ortlob (1661–1700), schlesischer Mediziner
- Johann Karl Christian Fischer (1765–1816), deutscher Pädagoge, Philologe und Schriftsteller
- Johann Ernst Waltsgott (1671–1712), schlesischer Mediziner
- Sylvius Eberhard von Franckenberg (1682–1764), Rittergutsbesitzer, königlich-schwedischer und fürstlich-hessen-kasselscher Wirklicher Geheimer Rat
- Johann Heinrich Helcher (1672–1729), schlesischer Mediziner
- Christoph Pfeiffer (1689–1758), evangelischer Theologe und Kirchenlieddichter
- Ernst Sylvius von Prittwitz (1729/30–1800), königlich-preußischer Generalleutnant, General-Adjutant und General-Remontage-Inspekteur der Kavallerie
- Johann Ernst Fabri (1755–1825), Schriftsteller, Geograph, Statistiker und Hochschullehrer
- Karl Ehrenfried Günther (1757–1826), Rektor des Oelser Gymnasiums
- Eugen von Württemberg (1788–1857), kaiserlich-russischer General der Infanterie
- Karl Friedrich Chlebus (1790–1862), preußischer Generalleutnant und Kommandeur der 14. Division
- Carl Heinrich Zöllner (1792–1836), Pianist, Organist und Komponist
- Louis von Mutius (1796–1866), preußischer General

### 1801 bis 1900
- Julius Hübner (1806–1882), Maler und Galeriedirektor
- Albrecht Mann (1812–1868), Richter und Parlamentarier
- Otto Knappe von Knappstädt (1815–1906), preußischer General der Infanterie
- Adolf Schimmelpfennig (1815–1887), Pastor und Bibliothekar
- Robert von Zimmermann (1817–1878), preußischer Generalmajor
- Gustav Eduard Becker (1819–1885), Uhrmacher und Begründer der Uhrenmarke Gustav Becker
- Rudolf Pringsheim (1821–1906), Eisenbahn- und Bergbau-Unternehmer in Oberschlesien
- Ferdinand von Massow (1830–1878), preußischer Generalmajor
- Edwin Oppler (1831–1880), Architekt der neugotischen Hannoverschen Schule
- Valerius von Rothkirch und Panthen (1832–1883), Rittergutsbesitzer und Politiker
- Paul Kleinert (1839–1920), Theologe, Rektor der Berliner Universität
- Paul Kayser (1845–1898), Jurist und Staatsbeamter
- Hugo Alexander-Katz (1846–1928), Jurist und Schriftsteller
- Ludwig Cohnstaedt (1847–1934), Journalist und Redakteur
- Friedrich Kleinwächter (1847–1898), Architekt
- Theodor Thalheim (1847–1921), Klassischer Philologe und Rechtshistoriker
- Felix Lindner (1849–1917), Anglist und Gymnasiallehrer
- Paul Fritsch (1859–1913), Chemiker
- Hermann Kapler (1867–1941), Jurist und evangelischer Kirchenpolitiker
- Adolf Abicht (1872–1938), preußischer Verwaltungsjurist und Landrat
- Paul Brann (1873–1955), Puppenspieler, Schriftsteller und Schauspieler
- Margarete Ferida (1875–1950), Schauspielerin
- Karl Abicht (1877–1962), Verwaltungsbeamter, Landrat und Abgeordneter
- Willy Hellpach (1877–1955), Mediziner, Psychologe und Politiker (DDP), MdR
- Alexander Zweig (1881–1934), Arzt und medizinischer Schriftsteller sowie einer der Getöteten des „Röhm-Putsches“
- Antoni Cieszyński (1882–1941), polnischer Arzt, Zahnarzt und Chirurg
- Helene Nathan (1885–1940), Bibliothekarin, Bibliotheksleiterin und Namensgeberin der Helene-Nathan-Bibliothek in Berlin-Neukölln
- Wolf-Dietrich von Witzleben (1886–1970), Unternehmer
- Gert von Klass (1892–1971), Wirtschaftsjournalist, Schriftsteller und Drehbuchautor
- Fred Malige (1895–1985), Violinist und Komponist

### 1901 bis 1945
- Joachim Tzschaschel (1917–2001), Brigadegeneral, Abteilungsleiter im Bundesnachrichtendienst
- Herbert Krolikowski (1924–2012), Diplomat, DDR-Botschafter in der ČSSR (1969–73), stv. Außenminister der DDR (1975–90)
- Ewald Hanstein (1924–2009), Sinto und Überlebender des Holocaust
- Werner Schattmann (1924–2014), Jurist und Diplomat
- Ernst-Wilhelm Stojan (1926–2018), Politiker (SPD)
- Werner Krolikowski (1928–2016), Politiker (SED), stv. Vorsitzender des Ministerrates der DDR
- Johannes Polke (1931–2013), Theologe und Heimatforscher
- Wilfrid Polke (1932–2014), Maler und Bildhauer
- Hubertus Blase (1939–2023), Maler und Grafiker
- Dietrich Kittner (1935–2013), Kabarettist
- Hans-Dietrich Kams (* 1938), Brigadegeneral des Heeres der Bundeswehr
- Dietmar N. Schmidt (1938–2007), Kulturmanager, Theaterkritiker, Autor und Regisseur
- Christian Piper (1941–2019), Künstler
- Sigmar Polke (1941–2010), Maler und Fotograf
- Klaus Sommerkorn (1941–2010), Politiker (SPD)
- Miriam Frances (1943–2014), Textdichterin und Lyrikerin
- Hubertus Gojowczyk (* 1943), Objekt- und Konzeptkünstler
- Falco Kapuste (* 1943), Ballett-Tänzer, Trainingsleiter und Choreograf
- Walter Mende (1944–2018), Politiker (SPD), Oberbürgermeister von Leverkusen

## In Oleśnica geborene Persönlichkeiten

### 1945 bis 2000
- Wojciech Bartnik (* 1967), Boxer
- Wojciech Jan Browarny (* 1970), Literaturhistoriker, Literaturkritiker und Politiker
- Anna Jadowska (* 1973), Filmregisseurin und Drehbuchautorin
- Martin Abadir (* 1981), österreichischer Handballspieler
- Karolina Jarzyńska-Nadolska (* 1981), Langstreckenläuferin